# Centrul de Studii Constantin Noica
Cercul Constantin Noica este un cerc de filosofie și literatură care există din anul 2004. Întâlnirile s-au desfășurat  inițial la Casa Lovinescu, locul unde s-a ținut „Cenaclul Sburătorul” și unde a locuit celebrul critic literar Eugen Lovinescu. 
Din 2012, Cercul Noica este găzduit de către Biblioteca Națională a României din București.  În anul 2014, Cercul a dobând personalitate juridică, ca asociație, sub numele de Asociația Centrul de Studii Constantin Noica.
Cercul este dedicat în special studiului scrierilor lui Constantin Noica, dar și ale celor care i-au influențat opera: Kant, Hegel, etc. Se urmărea formarea unor tineri în vederea unor performanțe scriitoricești. Tinerii se adunau în jurul lui Sorin Lavric, iar nucleul cercului se compunea din Sorin Popa,  Dragoș Grusea,  Paul-Gabriel Sandu,  Ana Petrache, Bogdan Alexandru Duca, Răzvan Andrei, Cătălin Buciumeanu Nicoleta Gavrilă.